# Герман Гарттманн
Герман Гарттманн (нім. Hermann Harttmann; 26 жовтня 1885, Штутгарт — 8 лютого 1953, Людвігсбург) — німецький офіцер, генерал-майор вермахту.

## Біографія
1 липня 1903 року вступив в 125-й піхотний полк. 6 березня 1910 року переведений в охоронні частини в Камеруні. Учасник Першої світової війни. 9 лютого 1916 року взятий в полон, потім інтернований в Іспанію. 31 грудня 1919 року звільнений. 31 березня 1920 року звільнився з охоронних частин і вступив у Вюртемберзьку армію. Після демобілізації армії залишений в рейхсвері, служив в піхоті. 31 грудня 1927 року вийшов у відставку і наступного дня став військовим інструктором Чилійської армії. 1 січня 1930 року вирушив назад в Німеччину і після повернення 31 березня вступив в земельну оборону. З 5 березня 1935 року — офіцер служби комплектування.
З 1 квітня 1938 року служив в штабі інспекції поповнення в Штутгарті. З 1 листопада 1939 року — командир 35-го запасного піхотного полку. 18 липня 1940 року повернувся в штаб інспекції поповнення в Штутгарті. З 15 жовтня 1940 року — командир 5-го, з 6 листопада 1940 року — 35-го запасного піхотного полку. 1 червня 1941 року зарахований на дійсну службу. 1 липня 1941 року відряджений в колоніальний штаб «Лівія», 25 серпня 1941 року — в спеціальний штаб «Тропіки» при начальникові озброєнь сухопутних військ і командувачі Резервною армією. 5 вересня 1942 року відправлений в резерв ОКГ і відряджений в штаб командувача охоронними частинами і командувача тилової ділянки «A». З 24 жовтня 1942 року — польовий комендант 607. 25 лютого 1943 року знову відправлений в резерв ОКГ. З 24 серпня по 8 листопада 1943 року — вищий польовий комендант 392. З 13 листопада 1943 року — комендант Рівного. 22 січня 1944 року знову відправлений в резерв ОКГ. 15 червня 1944 року відряджений у військове управління Мюльгаузена. З 15 липня 1944 року — польовий комендант Мюльгаузена. В лютому 1945 року відправлений в резерв і більше не отримав призначень. 8 травня 1945 року взятий в полон. В 1947 році звільнений.

## Звання
- Фанен-юнкер (1 липня 1903)
- Фенріх (20 грудня 1904)
- Лейтенант (18 жовтня 1905)
- Оберлейтенант (18 жовтня 1912)
- Гауптман (28 листопада 1914)
- Майор (1 жовтня 1926)
- Оберстлейтенант земельної оборони (1 жовтня 1933)
- Оберстлейтенант служби комплектування (5 березня 1935)
- Оберст служби комплектування (1 квітня 1938)
- Оберст (1 червня 1941)
- Генерал-майор (1 квітня 1943)

## Нагороди
- Залізний хрест
  - 2-го класу (4 грудня 1915)
  - 1-го класу (1 червня 1917)
- Орден Фрідріха (Вюртемберг), лицарський хрест 1-го класу з мечами (1916)
- Орден «За військові заслуги» (Вюртемберг), лицарський хрест
- Хрест «За заслуги у військовій допомозі»
- Хрест «За вислугу років» (Пруссія)
- Колоніальний знак
- Орден Заслуг (Чилі), офіцерський хрест (18 січня 1935)
- Почесний хрест ветерана війни з мечами (24 січня 1935)
- Медаль «За вислугу років у Вермахті» 4-го, 3-го, 2-го і 1-го класу (25 років; 2 жовтня 1936) — отримав 4 нагороди одночасно.
- Хрест Воєнних заслуг
  - 2-го класу з мечами (20 листопада 1940)
  - 1-го класу з мечами (30 січня 1943)